# RationalWiki
RationalWiki — вікі-сайт із вільним доступом, пропагує скептичну, світську та прогресивну точки зору.
Працює на рушії MediaWiki. Започаткований 22 травня 2007 року.

## Історія
У квітні 2007 року американський лікар-терапевт Петер Ліпсон спробував редагувати в Консервапедії статтю про рак молочної залози, щоб спростувати твердження про нібито позитивний взаємозв'язок між абортами і розвитком хвороби. Консервапедія є інтернет-енциклопедією, засновник якої Енді Шлафлі створив її в якості «альтернативи» Вікіпедії, оскільки остання, на його думку, була «ліберально і атеїстично упередженою». Адміністратори Консервапедії, включаючи Шлафлі, поставили під сумнів компетентність Ліпсона, і припинили дискусію, заблокувавши облікові записи його та інших учасників, після чого ті залишили спроби редагувати статті на цьому сайті та заснували свій власний сайт, RationalWiki.com.

### Фонд RationalMedia
Щоб керувати справами і оплачувати операційні витрати сайту, в 2010 році Трент Тулуз створив некомерційну організацію під назвою «RationalWiki Foundation Inc». У липні 2013 року назва була змінена на Фонд RationalMedia, оскільки, за словами засновників фонду, його цілі простираються далі звичайної підтримки сайту.

## Завдання і вміст
В якості своїх завдань RationalWiki зазначає таке:
- Аналіз і спростування псевдонауки і антисцієнтизму;
- Створення повного списку маргінальних теорій;
- Дослідження авторитаризму і фундаменталізму;
- Аналіз і критика того, як ці теми подаються в ЗМІ.

Філософія RationalWiki має деякі відмінності від філософії Вікіпедії та інших інформаційних вікі-проектів. Її офіційна політика описується як «прискіплива точка зору» (англ. Snarky point of view), на противагу політиці нейтральної точки зору в Вікіпедії. Відповідно цьому правилу, багато статей ресурсу висміюють, піддають сатирі і саркастично описують погляди, проти яких вона виступає. Особливо це стосується таких тем, як альтернативна медицина і лідери християнського фундаменталізму.
Значна частина активності RationalWiki присвячена критиці і моніторингу Консервапедії. Учасники, багато з яких в минулому писали в Консервапедію, часто критикують її дуже жорстко. За словами Лестера Хейнса з сайту The Register, «стаття, названа „Conservapedia: Delusions“ (Консервапедія: Помилки) висміює такі твердження, як „гомосексуальність є психічним розладом“, „атеїсти є соціопатами“ і „протягом перших 6 днів творіння Бог відправив Землю всередину чорної діри для уповільнення часу, щоб світло від віддалених зірок встигло до нас долетіти“».